# Mouncif El Haddaoui
Mouncif El Haddaoui (en árabe: منصف الحداوي‎; 21 de octubre de 1964-15 de abril de 2024) fue un futbolista marroquí que jugó en la posición de centrocampista.

## Carrera

### Club
| Periodo   | Club                 |
| --------- | -------------------- |
| 1984-1986 | AS Salé              |
| 1986-1987 | Académica de Coimbra |
| 1987-1988 | CS Marítimo          |
| 1988-1989 | Moreirense FC        |
| 1990-1994 | TAS Casablanca       |

### Selección nacional
Jugó para Marruecos en 24 ocasiones de 1985 a 1990, participó en la Copa Mundial de Fútbol de 1986, la Copa Mundial de Fútbol Sub-20 de 1985 y la Copa Africana de Naciones 1986.

## Logros
- Botola 2 (1): 1985